# سنجاب کوتوله سلبس
سنجاب کوتوله سلبس (نام علمی: Prosciurillus murinus) نام یک گونه از تیره سنجاب است.